# Bobby Thomson (calciatore 1939)
Robert Thomson, più conosciuto con il diminutivo Bobby Thomson (Menstrie, 21 novembre 1939) è un ex calciatore scozzese, di ruolo difensore.

## Carriera
Esordisce tra i professionisti nella stagione 1957-1958 all'età di 18 anni con il Partick Thistle, club della prima divisione scozzese, con cui rimane in rosa per un quinquennio giocando però di fatto solamente 3 partite di campionato. Nel dicembre del 1962 si trasferisce al Liverpool, club della prima divisione inglese, con cui conclude la stagione 1962-1963 giocando 5 partite di campionato. Nella stagione 1963-1964 gioca invece altre 2 partite in prima divisione ed una partita in FA Cup, mentre nella stagione 1964-1965 rimane in rosa pur senza giocare ulteriori partite ufficiali. Si trasferisce quindi al Luton Town, con cui gioca per un biennio nella quarta divisione inglese (67 presenze totali), per poi nel 1967 emigrare in Australia, abbandonando la carriera calcistica all'età di 28 anni.
In carriera ha giocato complessivamente 73 partite nei campionati della Football League.

## Palmarès

### Club

#### Competizioni nazionali
- Campionato inglese: 1

Liverpool: 1963-1964
- Coppa d'Inghilterra: 1

Liverpool: 1964-1965
- Charity/Community Shield: 1

Liverpool: 1964

#### Competizioni regionali
- Glasgow Cup: 1

Partick Thistle: 1960-1961